# Sagua de Tánamo
Sagua de Tánamo es uno de los 14 municipios de la provincia de Holguín, en el norte oriental de la isla de Cuba. La cabecera de este municipio es la ciudad con el mismo nombre.

## Población
- 18.282 habitantes. La ciudad cabecera tiene una población de 11 000 habitantes, mientras que el resto de la población se divide en los barrios de El Jobo, Bazan, La Plazuela, Miguel, Calabaza, La Ayuita, El Sitio, Juan Díaz, Naranjo Agrio y Naranjo Dulce, Canoa, Alcarraza, mientras que dentro sel mismo Sagua están el Martillo, La Rana, Indalla, Ocapuna, Cuatro Vientos, Zabala y otros, ocupando los 704 kilómetros cuadrados con que cuenta en estos momentos.

En 1939 tenía 29 801, en 1953 ascendió a 56 719 habitantes distribuidos en un área de 1642 kilómetros cuadrados.

## Historia

### Orígenes y primeros años
Se comenta que en la costa había un poblado indígena y que su cacique era llamado "Tánamo", en la pronunciación indígena la palabra Cagua o Sagua significaba "lugar de mucha agua", siendo una de las tantas interpretaciones o razonamientos que buscan el origen del nombre de "Sagua de Tánamo". 
Por encontrarse junto al caudaloso río Sagua y revisando también el origen del nombre de "Sagua La Grande" en la actual provincia de Villa Clara (antes Las Villas) vemos que existe bastante coincidencia, por encontrarse junto al caudaloso río Sagua La Grande, antes llamado río Undoso. 
El primer español procedente de Baracoa, que fundó hatos en el territorio de Sagua de Tánamo, fue Don Hilario Frometa en 1735, fundando los hatos de Cananova y Tánamo, posteriormente en 1775 el propio Don Hilario crea el hato de San Andrés y se establece con su familia, en el lugar que había sido un importante caserío indígena.
En 1778, llega Doña Manuela Jardines, acompañada de seis hijos, creando los hatos de Guajenal y Riíto, luego abre los hatos de Juan Díaz y Concepción, así como Peladero y Piñal, hasta que en 1789 abre el de Bazán y La Demajagua, donde se establece. Se la considera como la "Fundadora", ya que posteriormente cedió parte de su finca La Demajagua para la creación del poblado, ya que en los realengos entre hatos, se fueron estableciendo los leñadores que cortaban madera para el Real Arsenal de La Habana, la cual transportaban por el Río Sagua, hasta Esterón donde era cargada a los barcos.
En 1796, Don Joaquín Osés de Alzúa como Arzobispo y Gobernador del Oriente en Santiago de Cuba (formado por Oriente y Camagüey) reconoció la creación de la iglesia Santísima Trinidad en San Andrés, la cual luego fue trasladada al poblado de Sagua de Tánamo, junto al edificio gubernamental llamado el Cuartel Amarillo. Ambas construcciones eran de embarrado y guano.
En 1804, el rey Carlos IV reconoció oficialmente el poblado de Sagua de Tánamo, según las Actas Capitulares del Municipio.
Entre 1830 y 1835 se construye un nuevo cementerio, sustituyendo al inicial que estaba situado al fondo de la iglesia. De esta forma, el cementerio quedó separado del templo religioso.
En 1846 se construyó un nuevo edificio para el Cuartel Amarillo, ahora de mampostería y tejas con 36 varas de largo.
En 1847 se inicia el Libro de Bautismos en la Iglesia Santísima Trinidad.
El 17 de junio de 1849, se celebra la primera misa en la nueva construcción del templo de la Santísima Trinidad, con el frente de mampostería y el resto de embarrado, cubiertas sus paredes interiormente por tablas de cedro y ubicada separada del Cuartel Amarillo por una calle.
En 1858 se creó la primera escuela pública. En esa época en el territorio sagüero existían nueve ingenios de trapiche con trenes jamaiquinos.
En 1861 nace en Sagua de Tánamo el General de Brigada Carlos Dobuis Castillo. Al siguiente año 1862 se inaugura la necrópolis del cementerio que había sido trasladado al lugar donde se encuentra actualmente, en terreno cedido por su propietario Tomás Jardines, hijo de la fundadora de la ciudad, Manuela Jardines, ahí se encuentran sepultados los curas párrocos Pedro Alcántara Jiménez y Ramón López de López.
En 1872 muere combatiendo en Playa Mejias, el general Julio Grave de Peralta, jefe de la expedición del vapor Fany, fue sepultado debajo de una ceiba en la playa, los españoles fusilaron en diversos lugares a 12 expedicionarios, incluyendo algunos en la esquina norte del frente del actual cementerio, aunque en el registro de la Iglesia, solo apareció el nombre del práctico. Otros expedicionarios pudieron llegar al campamento del general José Maceo en Monte Ruz, cercano a Guantánamo.
En 1878 se traslada la iglesia Santísima Trinidad al nuevo local de mampostería y tejas, construido por el coronel Zurbano, ubicado frente al parque municipal, actual parque José Martí y donde permanece el templo en gran proceso de remodelación.
Hasta 1878 este municipio fue una capitanía pedánea de la Jurisdicción de Guantánamo. A principio del siglo XIX se formó lo que tiempo más tarde vendría a ser la población de Sagua de Tánamo. La población fue incrementada por emigrantes de Haití y Santo Domingo durante la Revolución Haitiana. Existía un predominio de campesinos y terratenientes medios por encima de la población esclava.

### Guerra de los Diez Años
Cuando estalla esta guerra, varios vecinos de la zona guiados por Alberto Villar se levantan contra el dominio colonial de la isla. Al fracasar el levantamiento en Guantánamo los revolucionarios de Sagua de Tánamo se suman al movimiento revolucionario de Holguín. Desde fechas muy tempranas de la guerra los Maceo (Antonio Maceo y José Maceo) estuvieron en esta zona de Sagua, donde combatieron en diversas ocasiones.
Al concluir esta guerra se crea oficialmente el municipio de Sagua de Tánamo el 1 de enero de 1879. Se constituye el primer ayuntamiento municipal cuando se reunió el teniente-alcalde Cándido Colomé Casas junto a los Cabilderos, el alcalde designado mediante Real Orden o Cédula Real del Rey Alfonso XII. 
Los cabilderos eran influyentes ciudadanos escogidos. Mediante esa Real Orden, se designaron los límites geográficos del Municipio con una extensión de 1642 kilómetros cuadrados, quedando separado de la capitanía pedánea de Guantánamo, así como la autorización del uso del Escudo Municipal formado por la imagen de la Santísima Trinidad a la vez de ser Patrona del Municipio.
En 1879 es designado como primer médico civil, por no pertenecer al Ejército Español, el doctor Eduardo Macías García, español que era estudiante en la Universidad de La Habana en 1871, quien fuera detenido y torturado junto a sus compañeros estudiantes y de los cuales fueran fusilados por el Ejército Español, en la injusta causa conocida como el Fusilamiento de los Estudiantes de Medicina del mes de noviembre. El doctor García ocupó el cargo hasta 1898.
En 1889 Felipe Cerver, instaló el alumbrado público del poblado de Sagua de Tánamo con faroles carburo, posteriormente fueron sustituidos por faroles de petróleo, los cuales se mantuvieron hasta 1923 cuando se instaló la planta eléctrica por Ángel Blanzacó y el ingeniero eléctrico Domingo Mercado Rivera, puertorriqueño establecido en Sagua de Tánamo, durante la administración del alcalde municipal Cándido Rabilero Aguilera.

### Guerra del 95
En esta guerra los vecinos del municipio se suman a las tropas de los Maceo. Se crea la brigada Sagua-Mayarí, perteneciente a la Primera División del Primer Cuerpo del Ejército Oriental bajo el mando de José Maceo quienes desarrollan varias acciones de envergadura, luego de la muerte de este siguen luchando bajo las órdenes del general Calixto García.
En 1897, David del Riego Vigil fue el último alcalde que ocupó la administración municipal antes de la independencia de Cuba.
El 12 de septiembre de 1898, llega el Comandante Militar de Estados Unidos, el capitán Marion W. Harris quien ocupó la jefatura militar de Sagua de Tánamo y designó como primer alcalde cubano al capitán del Ejército Libertador Ángel Rivolta.
En 1902 fue elegido por votaciones el comandante Ramón Herrera Cintra, siendo el primer Alcalde electo en Sagua.
En 1919 se comenzó la construcción sobre un manglar, del Central Azucarero "Tánamo" en sustitución de las grandes plantaciones de plátanos y guineos que existían en la llanura costera con base en Cananova, de donde se exportaban hacia los Estados Unidos. Desde la época colonial en 1858 existían nueve ingenios de trapiche con trenes jamaiquinos. 
Ese central al ser nacionalizado se le cambió el nombre por "Frank País", hasta 1958 tenía una molida de 300 000 arrobas de caña, produciendo 366 948 sacos de azúcar de 250 libras y 450 160 sacos de azúcar refinada, durante la zafra empleaba aproximadamente 4000 obreros, era propietario de 191 km de vías férreas. 
Fue construido por la Atlantic Frutera y Azucarera de Cuba compañía inglesa de Jamaica. En el 2002 tuvo su última molienda, siendo desmantelado y luego toda la armazón de acero de sus edificios y equipos, fueron vendidos a China como chatarra.

### Lucha contra Batista
El Movimiento 26 de Julio fue respaldado por los habitantes del municipio, se creó una organización municipal de dicho movimiento. A partir de febrero de 1958 se producen alzamientos de grupos en Sagua de Tánamo. Estas tropas pasan a formar parte de la columna 19 del Segundo Frente Oriental Frank País. La batalla final por la liberación de la zona, efectuada en diciembre de 1958, dejó un gran número de víctimas fatales debido a la gran fuerza de los batistianos que se encontraba en la zona.

### Período Revolucionario
El triunfo de la Revolución trajo cambios para los pobladores de Sagua de Tánamo. Los campesinos recibieron tierras para el cultivo del café y se mejoró el transporte en la zona, problema que había persistido por sus características montañosas. La salud llegó hasta todos los rincones, al igual que la educación.
En Sagua de Tánamo dieron su vida y su sangre por la revolución más de 30 jóvenes.
Al aplicarse la nueva división político-administrativa, cuando se crea la Provincia de Holguín, el municipio de Sagua de Tánamo fue reducido de 1642 km² originales a 704 km² actualmente, de su territorio nacieron los municipios de Frank País y Moa en la provincia de Holguín y Santa Catalina, que pasó a la actual provincia de Guantánamo habiendo perdido el 57 % de su superficie original. 
El ferrocarril del Central Tánamo (Frank País) con 191 km de vía férrea fue clausurado y desmantelado aproximadamente para 1980.
En el 2002 el legendario e histórico Central Azucarero Tánamo, luego Frank País, tuvo su última molida, fue desmantelado, sus equipos y las estructuras metálicas de acero de sus instalaciones, fueron vendidos como chatarra a la China.

## Geografía
Este municipio es montañoso, territorio enmarcado en el macizo Sagua-Baracoa. Cuenta con una importante red hidrográfica, es uno de los lugares de mayor pluviosidad de la provincia 
- Extensión territorial: 704 km² actualmente, de 1642 km² que tenía originalmente cuando su reconocimiento oficial en 1804 y luego en fundación oficial como Municipio independiente en 1879.

- Latitud: 20º 34' 55" N
- Longitud: 075º 14' 29" O

### Límites
- Norte: municipio Frank País.
- Este: municipio Moa.
- Sur: provincia Guantánamo.
- Oeste: municipio Frank País y provincia Guantánamo.

## Economía
Sagua de Tánamo es esencialmente un territorio agrícola, destacándose el café y las viandas. También tiene manufacturas artesanales.